# Júlia Soler Ramió
Júlia Soler Ramió (Banyoles, 20 d'agost de 2001) és una jugadora de bàsquet catalana.
Aler, es formà en les categories de formació de l'Uni Girona. Debutà com a sènior amb el Citylift GEiEG Uni de la Lliga Femenina 2 la temporada 2019-20. L'any següent competí a l'Uni Girona a la Lliga Femenina estatal. El novembre de 2021 fou cedida a l'Agrupació Esportiva Sedis Bàsquet i fou fitxada el juny de 2022. Amb el club urgellenc ha aconseguit tres Lligues catalanes (2022, 2023, essent escollida MVP de la final, 2024) i ha competit a l'Eurocup Femenina. Internacional amb la selecció espanyola en categories de formació, també ha competit en la modalitat 3x3 proclamant-se campiona d'Europa sub-18.